# Anita Bitri
Anita Bitri-Prapaniku (8. ledna 1968, Saranda – 19. října 2004, Staten Island) byla albánská popová zpěvačka a houslistka.

## Životopis
Začala zpívat ve věku šestnácti let a stala se populární v Albánii se svou písní První láska. Zúčastnila se mnoha pěveckých a hudebních soutěží. V roce 1996 emigrovala do Spojených států. Byla nalezena mrtvá ve svém domě na Staten Island spolu se svou dcerou Siborou Nini a svou matkou Azbije. Všechny tři zemřely na následky otravy oxidem uhelnatým poté, co ventilátory kotle na teplou vodu v suterénu byly ucpány plastikovým vakem při nekvalifikovaných stavebních úpravách kolem domu. Její manžel, Luan Prapaniku, zemřel krátce předtím na rakovinu. V době své smrti nahrávala dvě alba, jedno v albánštině a jedno v angličtině.